# Henkersknoten
Der Henkersknoten ist ein Knoten, der zum Hängen verwendet wird. Er besteht aus einer frei laufenden Schlinge, die um den Hals des Delinquenten gelegt wird und sich beim Hängen durch dessen Gewicht zuzieht.

## Knüpfen

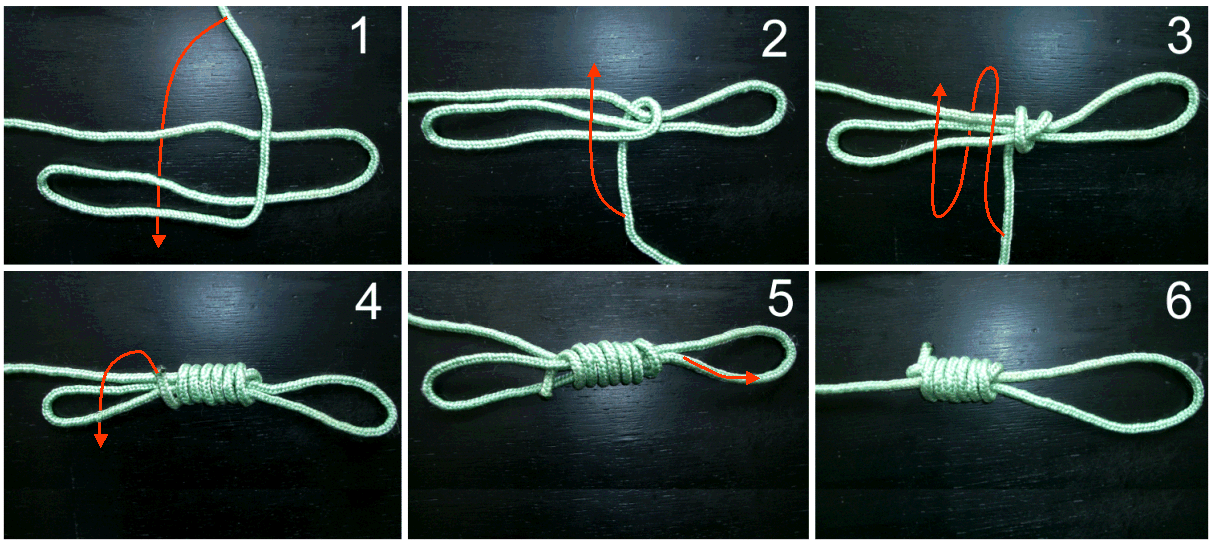
Henkersknoten

Die Anzahl der Rundtörns um die Schlinge wird je nach Quelle verschieden angegeben: Manchmal sind es neun,
manchmal acht oder 13. Das „Procedure for Military Executions“ der U.S. Armee vom Dezember 1947 schrieb in seiner Knotenanleitung für Hinrichtungen durch Hängen ausdrücklich mindestens sechs Wicklungen vor.

## Anwendung
Herkömmlicherweise wird der Knoten unmittelbar unter und hinter dem linken Ohr angelegt. Durch Öffnen einer Falltür, Wegziehen der Standfläche etc. kommt es zu einem Sturz, dessen Fallhöhe der der freien Länge des Stricks entspricht. Um eine Hinrichtung für den Delinquenten nicht unnötig lang und qualvoll zu gestalten, sahen die entsprechenden Vorschriften in jüngerer Zeit eine Methode vor, die unmittelbar zu einem Bruch des Genicks oder einem „Erhängungsbruch“ (engl.: „hangman's fracture“: ein doppelseitiger Bruch der pars interarticularis des zweiten Halswirbels) und damit einer Zerstörung des verlängerten Rückenmarks führen sollte. Maßgeblich hierfür ist einerseits eine entsprechende, berechenbare Fallhöhe (wobei man zwischen einem Standard- und einem „langen Fall“ unterscheidet) und andererseits eine hinreichend große Dimensionierung sowie korrekte Positionierung des Henkersknotens. damit die durch den Fall gewonnene kinetische Energie beim abrupten Abbremsen teilweise in eine seitwärts gerichtete umgewandelt wird, so dass es zu einem ruckartigen Abkippen des Kopfes mit konsekutivem Bruch des zweiten Halswirbels kommt.

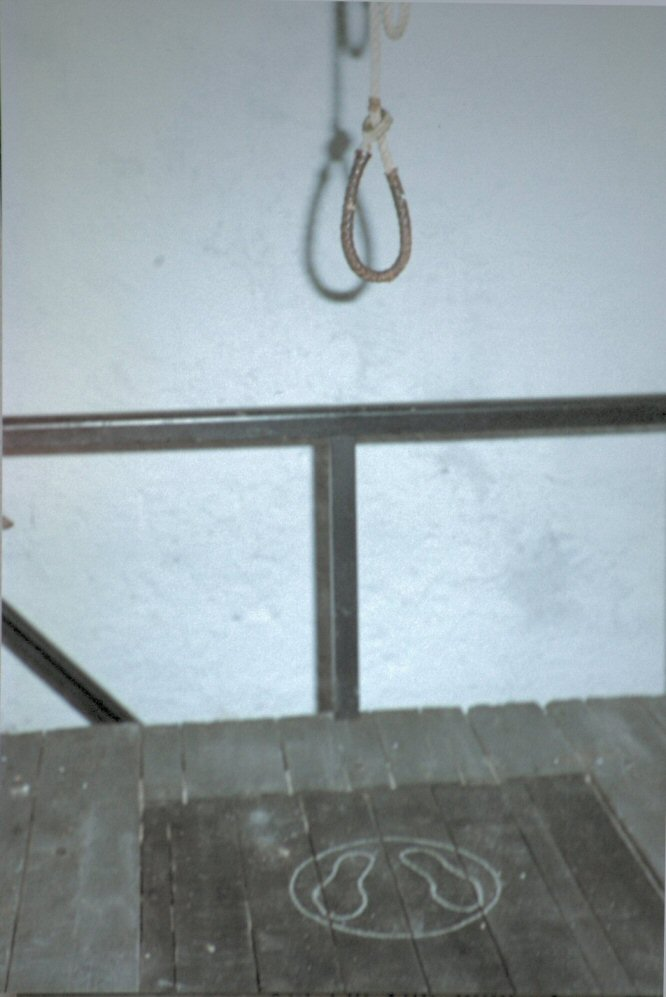
Schlinge des britischen Typs (Altes Gefängnis in Jerusalem, aus der Mandatszeit)

Wird der Knoten anders positioniert (z. B. in der Sagittalebene), ist er zu klein oder die Fallhöhe zu kurz, so bleibt die Halswirbelsäule nach dem Fall in die Schlinge unter Umständen intakt, was dann häufig einen langen und qualvollen Todeskampf zur Folge hat. Der Tod tritt in solchen Fällen durch Ersticken ein, sofern nicht (wiederum abhängig von Positionierung und Dimensionierung von Strick und Knoten) die Blockierung der Blutzufuhr zum Gehirn eine schnelle Bewusstlosigkeit verursacht.
Ein Knoten der abgebildeten Art entspricht der US-amerikanischen Tradition. In dieser Form wurde er auch bei der Exekution der bei den Nürnberger Prozessen zum Tode verurteilten Hauptkriegsverbrecher durch den Master Sergeant John C. Woods angewendet, der zwar die Methode des Standardfalls anwendete, welcher jedoch durch eine viel zu enge Falltüröffnung so erheblich abgebremst wurde, dass die Delinquenten nicht nur teils schwere Gesichtsverletzungen erlitten, sondern langsam erstickten.
In den USA symbolisiert der Knoten die lange Geschichte von Lynchmorden an Schwarzen. Die Verwendung einer Schlinge, um Menschen einzuschüchtern, wird in den USA seit 2011 als Hasskriminalität eingestuft.
In Großbritannien wurde bis zur Abschaffung der Todesstrafe kein Knoten verwendet, stattdessen wurde das Seil durch eine in das Seilende eingespleißte Messingkausch geführt.

## Kulturelle Bezüge

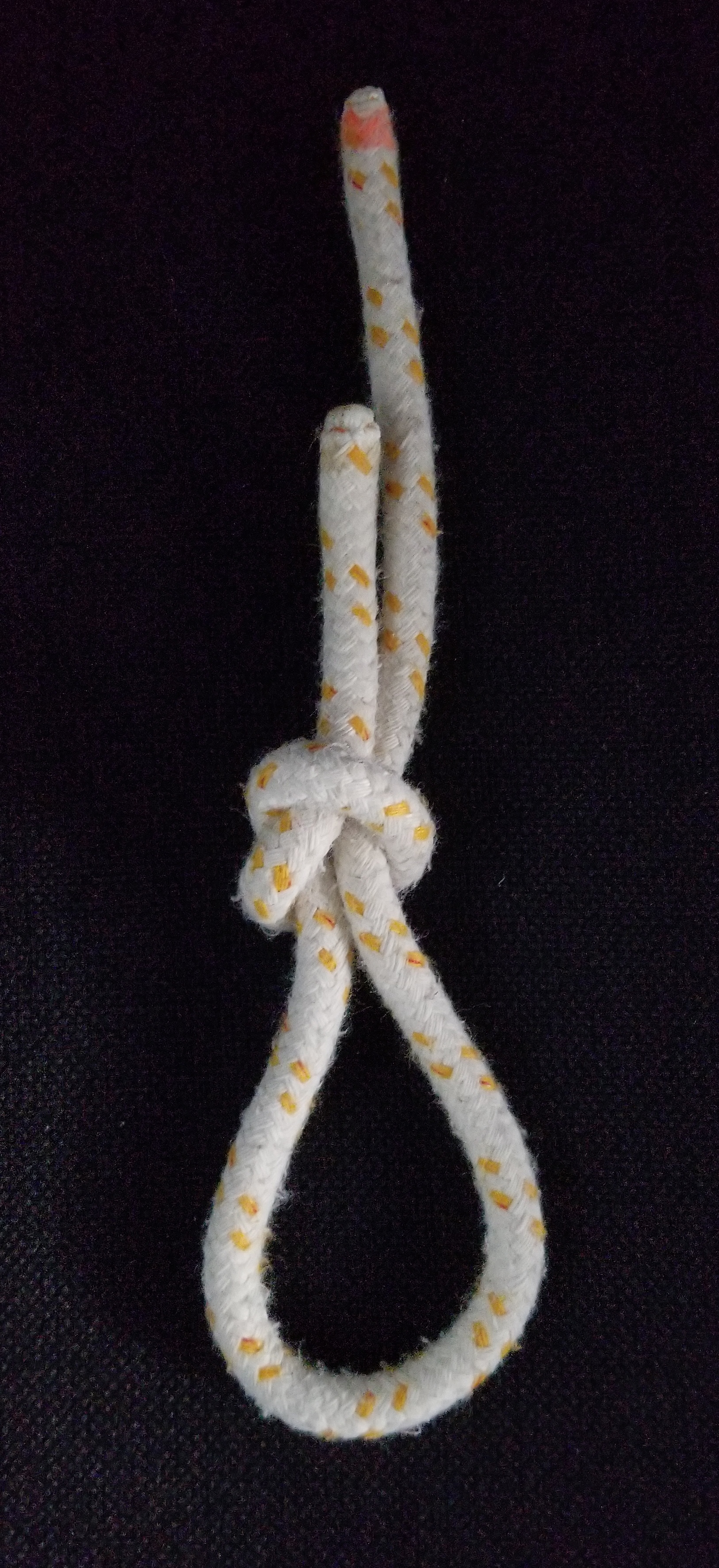
Einfache Schlinge (Noose). Ein Schlingenknoten

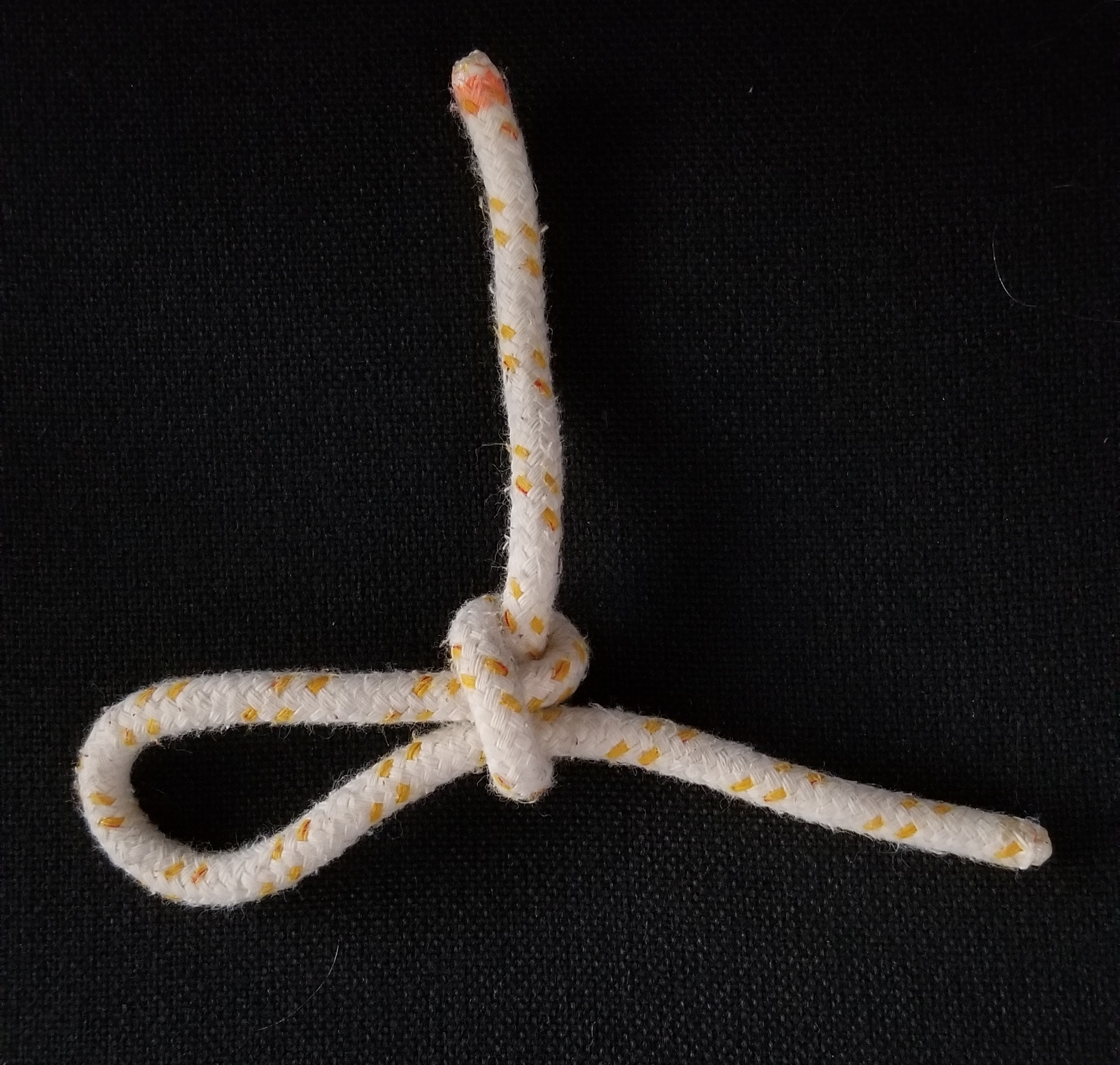
Slipknoten (Slipknot). Ein Stopperknoten

- Der US-amerikanische Singer-Songwriter Woody Guthrie schrieb ein Lied mit dem Titel Slipknot.[6][7] Eine im Text abgewandelte Version trägt den Titel Hangknot.[8][9] Gemeint kann aber nicht der Slipknoten sein, der ein Stopperknoten ist, sondern allgemein eine Schlinge, die auf Slip gelegt ist wie der Schlingen- oder auch der Henkersknoten. Diese zuziehbaren Schlingen werden im Englischen auch Slipknot genannt.[10] Eine Schlinge, die sich auflöst, wenn sich nichts in ihr befindet, was aber laut dem Lied von Woody Guthrie nie vorkommt. Bei Guthrie bezieht sich der Name Slipknot also nicht auf diesen Knoten, sondern auf zuziehbare Schlingen allgemein, wie den Henkersknoten.
- Die US-amerikanische Metalband Slipknot aus Des Moines in Iowa, die sich ursprünglich The Pale Ones nannte, hat sich nach dem Lied Slipknot umbenannt.[11] Auch hier bezieht sich der Name auf zuziehbare Schlingen.

## Abwandlungen

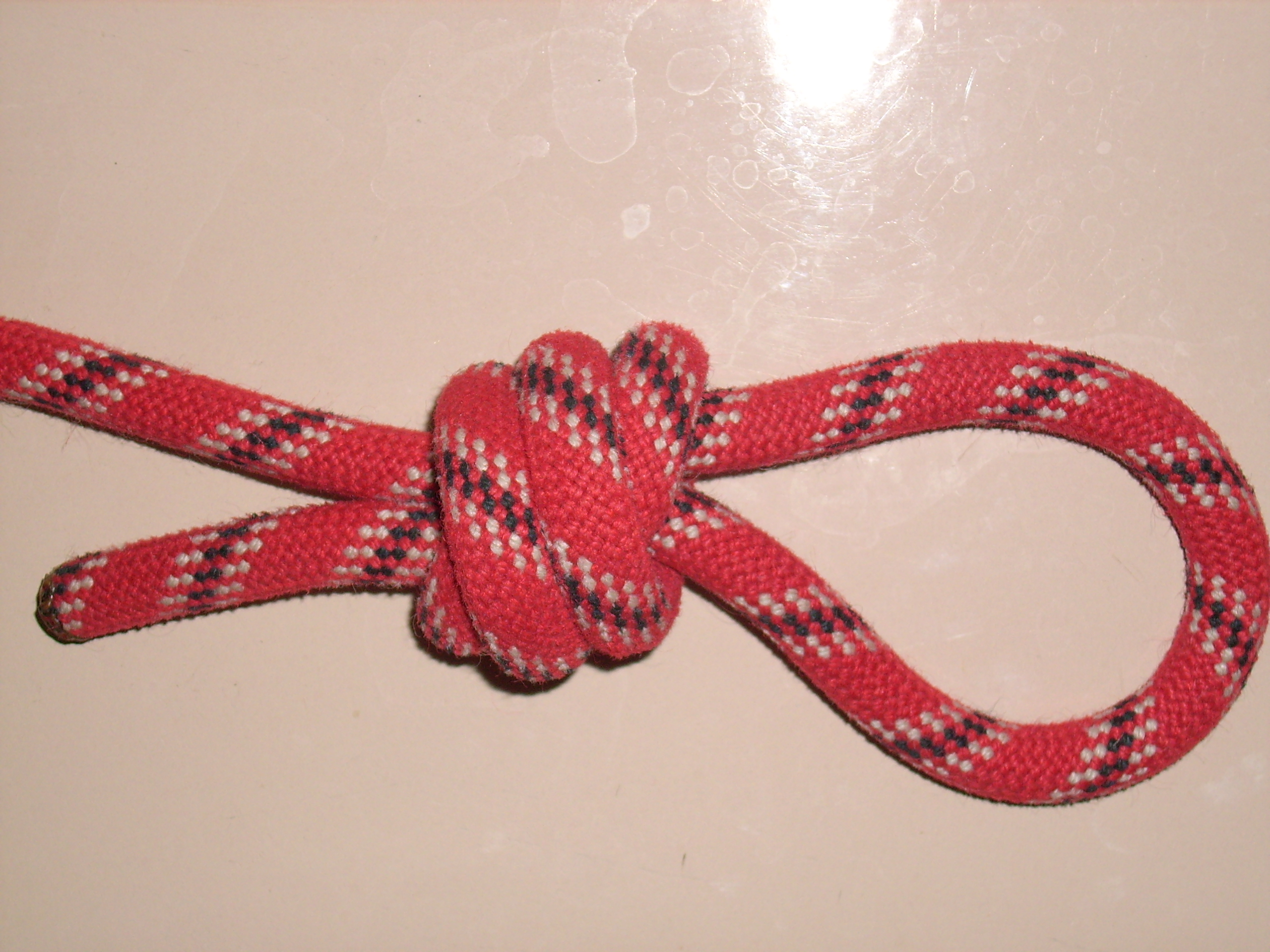
Der Zweistrang-Bändselknoten mit dreifachem Überhandknoten. Die Törns werden in entgegengesetzter Richtung wie beim Henkersknoten gewickelt und das Arbeitsende läuft innen durch die Törns zurück.
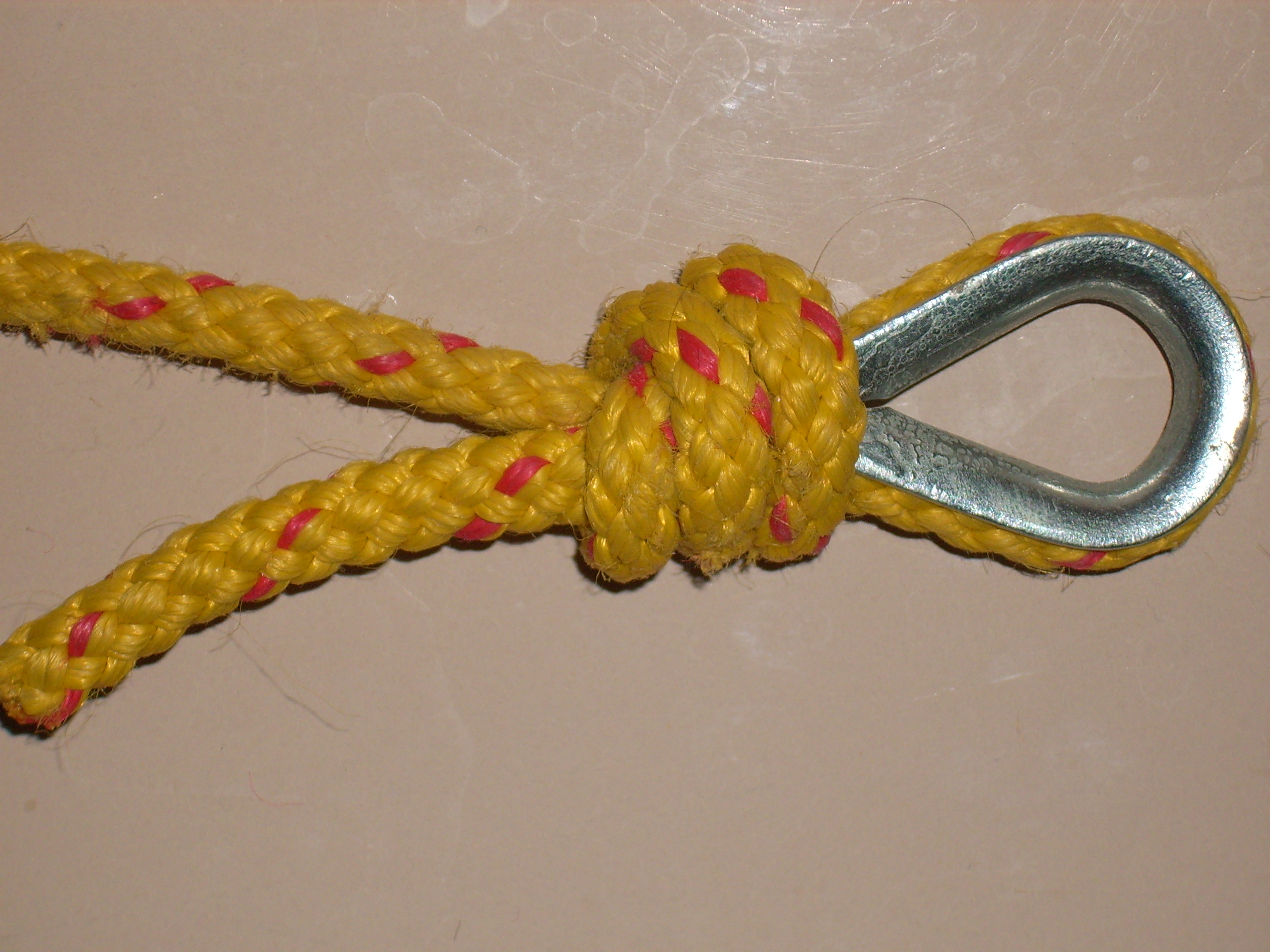
Der Zweistrang-Bändselknoten bildet eine Schlinge und dient u. a. zum schnellen Einbinden einer Kausch zum Schutz der Leine
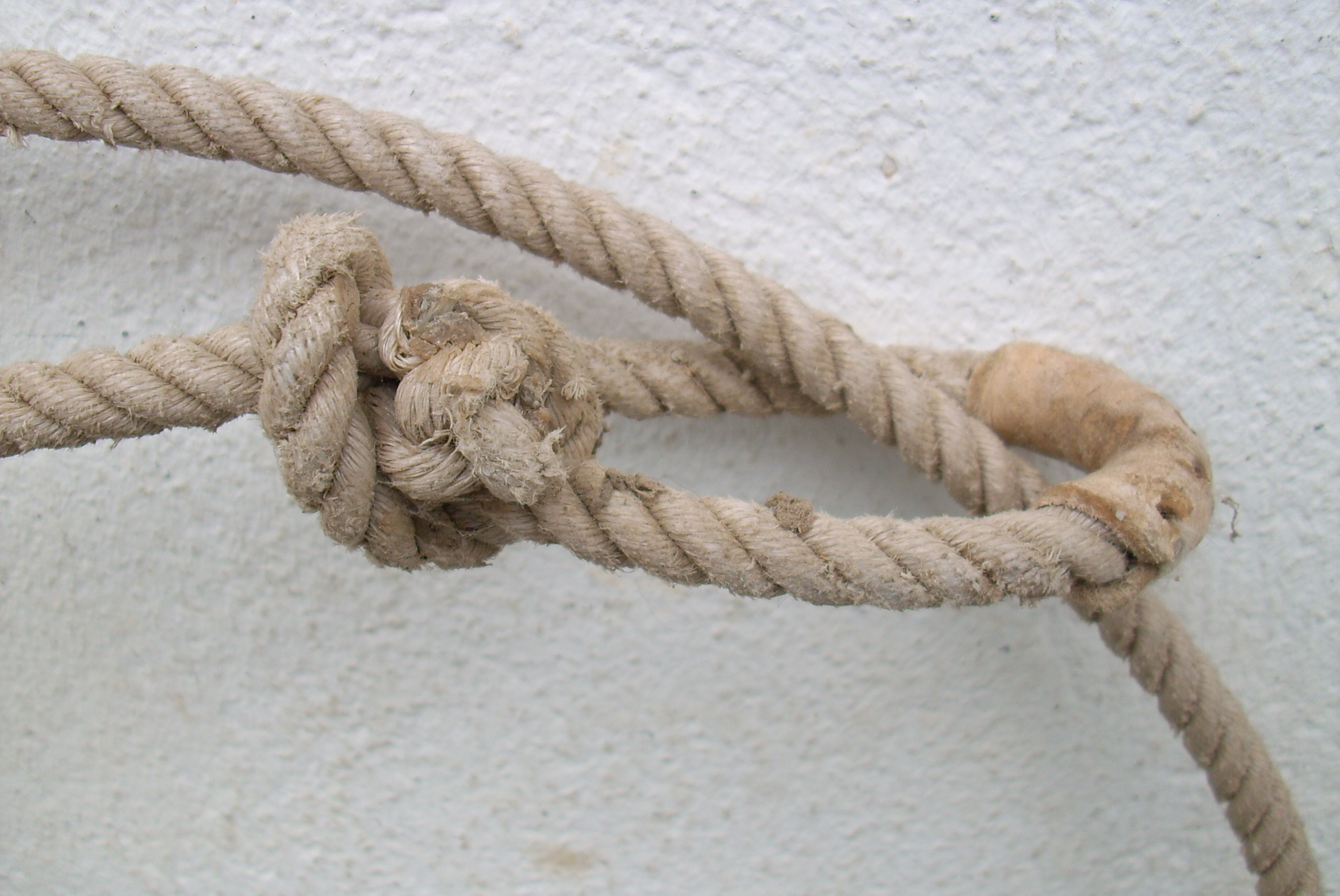
Der Lassoknoten oder Hondaknoten wird von den Cowboys für ihre Arbeit benutzt. Mit dem Henkersknoten hat er die leicht laufende Schlinge gemeinsam.
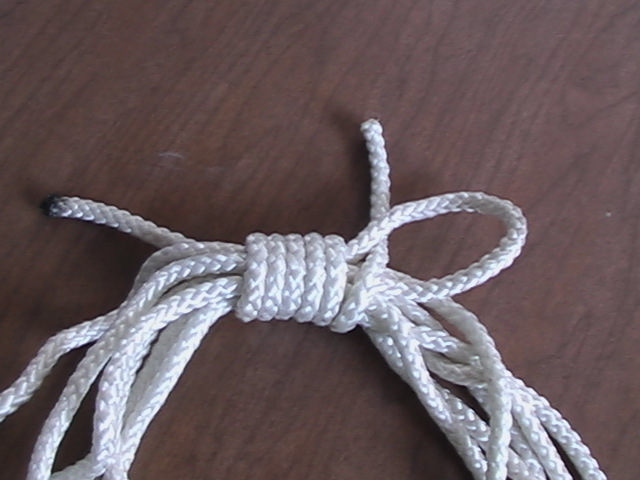
Bei einer Alpinen Seilpuppe wird eine abgewandelte Version des Henkersknotens verwendet, indem das „innere“ Seil als Schlinge vielfach gelegt wird. Die Zahl der Rundtörns ist dabei beliebig, das lose Ende wird durchgesteckt, aber nur leicht festgezogen.
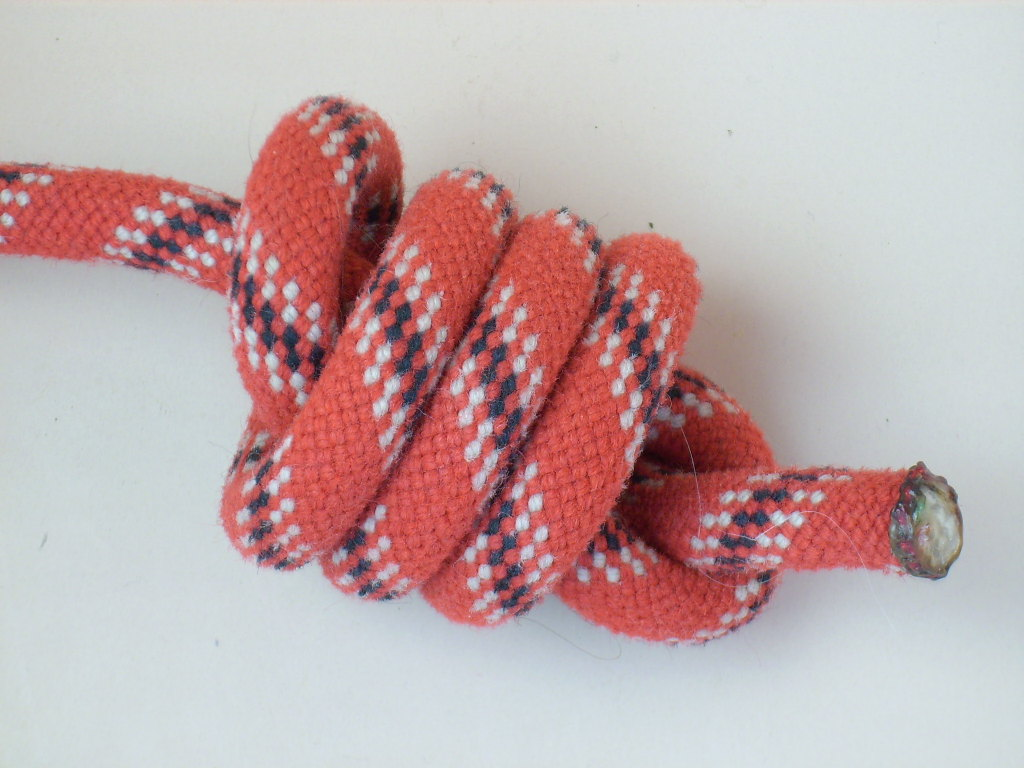
Wurfknoten
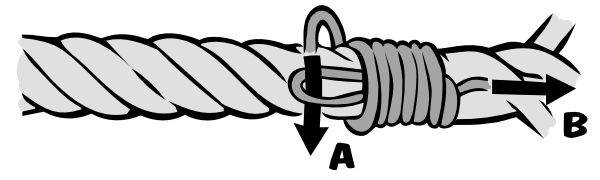
Gewöhnlicher Takling